# Alfabetmorden
Alfabetmorden (en: The Alphabet Murders), även kända som Dubbelinitialmorden, är en serie olösta barnmord som inträffade mellan 1971 och 1973 i Rochester, New York.
Alla tre offren var flickor i åldern tio eller elva vars efternamn började med samma bokstav som förnamnet. Varje offer hade utsatts för sexuella övergrepp och ströps, antingen med händer eller remmar, innan kroppen dumpades i en stad nära Rochester, med ett namn som började med samma bokstav som offrets namn.

## Mordoffer

### Carmen Colón
Klockan 16:20 den 16 november 1971 försvann ett 10-årigt puertoricanskt barn vid namn Carmen Colón när hon återvände hem från ett ärende i Rochester, New York. Enligt ögonvittnen gick Colón in på apoteket som hennes mormor hade instruerat henne att besöka på West Main Street, men lämnade butiken när hon fick veta att receptet hon hade fått instruktioner att hämta, inte var tillgängligt. Hon sade då tillbutiksägaren, Jack Corbin: "Jag måste gå. Jag måste gå." Hon observerades sedan gå in i en bil parkerad nära apoteket.  Colón anmäldes försvunnen till Rochester Police Department runt 19:50 på kvällen.
Två dagar senare upptäckte två tonårspojkar Colóns delvis nakna kropp i ett dike, inte långt från Interstate 490, och nära byn Churchville. Denna plats var ungefär 20 km från där Colón senast sågs i livet. Hennes jacka hittades i en kulvert cirka trehundra meter från hennes kropp; hennes byxor hittades först den 30 november, nära vägen nära där många bilister hade observerat hennes flyktförsök.
En obduktion avslöjade att Colón, förutom att ha våldtagits, drabbats av en fraktur på skallen och en av ryggkotorna innan hon ströps till döds. Dessutom hade hennes kropp kraftiga sår av naglar.
Både mordet på Colón och det faktum att ingen person som hade observerat barnet som försökte fly från sin bortförare tillsammans med Interstate 490 hade försökt erbjuda henne något stöd som genererade intensiv allmän upprördhet. Två New York -tidningar, Times Union och Democrat and Chronicle, erbjöd inledningsvis en sammanlagd belöning på 2500 dollar för information som ledde till gripande och fällande av hennes mördare. All information som varje tidning fick skickades vidare till polisen. Många lokala företag och invånare gjorde privata donationer till belöningsfonden, vilket gradvis ledde till att summan översteg 6 000 dollar. Trots att polisen förhörde flera misstänkta under månaderna efter mordet på Colón, friades alla från inblandning, och den 21 december minskade antalet utredare som tilldelades fallet på heltid till tre.
I början av 1972 sattes fem stora skyltar upp bredvid de stora motorvägarna i Rochester. Var och en med en bild av Colón bredvid rubriken: Do You Know Who Killed Carmen Colón? 

### Wanda Walkowicz
Sjutton månader senare, cirka 17:00 den 2 april 1973 försvann 11-åriga Wanda Walkowicz från Rochester medan hon återvände hem från ett ärende. Enligt ägaren till delikatessbutiken som Walkowicz fått i uppdrag att besöka, hade hon köpt de matvaror hon skulle cirka klockan 17:15 innan hon hade börjat gå ensam ner på Conkey Avenue. Walkowicz rapporterades försvunnen av sin mamma, Joyce, vid 20:00.
Polisen inledde genast en intensiv sökning för att hitta Walkowicz. Nästan femtio poliser sökte flera kvadratkilometer av terrängen runt hennes hem, delikatessbutiker och områden runt Genesee River. Walkowicz hittades inte under sökningarna, även om tre klasskamrater observerat att ett brunt fordon kört upp till henne, då hon stödde den tunga matkassen mot ett staket.
Walkowicz kropp hittades av en polisman klockan 10:15 följande dag, dumpad vid en påfartsväg till State Route 104 i Webster, utanför Rochester.
En obduktion visade att hon hade utsatts för sexuella övergrepp och sedan strypts med en rem, troligen ett bälte. Dessutom hade hennes kropp blivit påklädd efter döden. Obduktionen hittade även spår av sperma och könshår på hennes kropp. Walkowiczs kropp hade försvarsskador, och dessutom hittades flera tussar av vit kattpäls på hennes kläder, trots att familjen Walkowicz inte ägde ett husdjur med vit päls.
Likt fallet med Carmen Colón, upprättade utredarna en anonym tipstelefon, och distribuerade flygblad i hela Rochester för att vädja om information. En belöning på 10 000 dollar för information som ledde till gripandet och fällandet av Walkowiczs mördare fastställdes också.

### Michelle Maenza
Sju månader senare, på kvällen den 26 november 1973, rapporterades 11-åriga Michelle Maenza försvunnen av sin mor, Carolyn, efter att hon inte kommit hem från skolan. Maenza sågs senast av sina klasskamrater runt 15:20, då hon gick ensam på väg till ett shoppingcenter som låg nära skolan, för att hämta en handväska som hennes mamma hade glömt i en butik tidigare samma dag. Ungefär tio minuter senare såg ett vittne Maenza sitta i passagerarsätet i ett beige fordon som färdades i hög hastighet på Ackerman Street innan det svängde in på Webster Avenue. Enligt detta vittne grät barnet.
Klockan 17:30 den 26 november, observerade en bilist en man som stod vid ett stort beige fordon med punktering, parkerat längs Route 350 i staden Walworth. Han höll en flicka som liknande Maenza hårt om handleden. När bilisten hade stannat för att erbjuda hjälp, hade personen medvetet försökt att dölja flickan bakom ryggen, samt försökt att dölja bilens registreringsskylt. Han hade även stirrat så hotfullt på honom så att han känt sig tvingad att köra iväg.
Maenzas kropp upptäcktes vid 10:30 den 28 november, med ansiktet nedåt i ett dike längs en landsbygdsväg i Macedon, utanför Rochester. Obduktionen visade att Maenza hade våldtagits och sedan strypts till döds bakifrån med en rem, möjligen ett tunt rep. Många tussar av vit kattpäls upptäcktes på hennes kläder, och lövprover som matchade löven där hennes kropp hittades, hämtades från en av hennes knutna händer. Lövproverna indikerade att hon sannolikt  blivit strypt till döds vid eller nära platsen där hon hittades. Utredare hittade delar av ett handavtryck från hennes hals och spår av sperma på hennes kropp och underkläder. En rättsmedicinsk analys av spermaproverna visade att hon hade våldtagits av en person.

## Misstänkta

### Miguel Colón
I fallet Carmen Colón misstänktes hennes farbror, Miguel Colón, för hennes mord. Efter Colóns föräldrar separerat hade han upprättat en relation med hennes mor, Guillermina, och blev känd för Colón som "farbror Miguel". Vanligtvis när Colón gick till apoteket för att hämta recept, hade hon sällskap av sin farfar, Felix, men Colón hade på dagen för hennes försvinnande bett sina morföräldrar att få gå till apoteket ensam.
Miguel Colón kunde inte ge ett trovärdigt alibi under dagen då hans brorsdotter mördats, och ingen person kunde bekräfta hans påståenden om var han befann sig. Trots starka omständigheter som bevisar Miguels skuld hittades inga fysiska bevis på brottsplatsen eller i hans fordon för att koppla honom till mordet.
Miguel Colón begick självmord 1991 vid 44 års ålder efter en incident i hemmet där han sköt och sårade både sin fru och hans bror.

### Dennis Termini
En person som anses vara en stark misstänkt i Alfabetmorden var en 25-åriga Dennis Termini, en brandman från Rochester. Termini var känd för att ha begått minst fjorton våldtäkter på tonårsflickor och unga kvinnor mellan 1971 och 1973. Han är också känd för att ha ägt ett beige fordon liknande beskrivningen till fordonet som observerats av flera ögonvittnen till bortföringarna. Dessutom är han känd för att ha bott på en adress på Bock Street - en adress i närheten av där Michelle Maenza senast setts vid liv.

### Kenneth Bianchi
En annan misstänkt i Alfabetmorden är seriemördaren Kenneth Bianchi, som vid morden arbetade som glassförsäljare i Rochester. Han är känd för att ha arbetat på platser nära de två första mordscenerna. Bianchi hade flyttat från Rochester till Los Angeles i januari 1976. Mellan 1977 och 1978 begick han och hans kusin, Angelo Buono Jr. mord på 10 tjejer och unga kvinnor mellan 12 och 28 år. De kom att bli kända som Hillsidestryparna.
Bianchi anklagades aldrig för alfabetmorden och har förnekat att någon inblandning i morden. Han har upprepade gånger försökt att få utredarna att officiellt fria honom från misstankar. Samtidigt som han bodde i Rochester är han känd för att ha kört ett fordon av samma färg och modell som ett fordon sett nära en av bortföringsplatserna.

### Joseph Naso
I april 2011 greps en 77-årig man vid namn Joseph Naso i Reno, Nevada för morden på fyra kvinnor i Kalifornien, som begåtts mellan 1977 och 1994. Alla kvinnor tors ha varit prostituerade och alla offrens efternamn började med samma bokstav som förnamnet. Naso var född i New York och hade bott i Rochester under början av 1970-talet.
Han beskrevs ursprungligen av myndigheterna som en person av intresse för alfabetmorden. DNA-tester visade sedan att Nasos DNA inte matchar spermaproverna från Wanda Walkowicz kropp. Naso ställdes inför rätta den 18 juni 2013, för mord på de fyra kvinnorna i Kalifornien. Han dömdes för varje mord den 20 augusti. Den 22 november 2013 dömdes Naso till döden.

## Fortsatt läsning
- Benson, Michael (2010). Murder Times Two: Killer Twins. New York: Pinnacle Books. ISBN 978-0-78603185-6.
- Benson, Michael (2015). The Devil at Genesee Junction: The Murders of Kathy Bernhard and George-Ann Formicola. Lambeth: Rowman & Littlefield. Sid. 63–68. ISBN 978-1-442-25233-2.
- Cawthorne, Nigel (2007). The Mammoth Book of Killers at Large. London: Robinson Publishing. ISBN 978-1-845-29631-5.
- Farnsworth, Cheri L. (2010). Alphabet Killer: The True Story of the Double Initial Murders. Stackpole Books. ISBN 978-0-811-70632-2.
- Hickey, Eric W. (2009). Serial Murderers and Their Victims. California: Wadsworth Publishing Co. ISBN 978-0-495-60081-7.
- Hunt, Amber; Thompson, Emily G. (2019). Unsolved Murders: True Crime Cases Uncovered. London: DK Publishing. ISBN 978-0-241-36132-0.
- Lane, Brian; Gregg, Wilfred (1995). The Encyclopedia Of Serial Killers. New York City: Berkley Books. ISBN 0-425-15213-8. https://archive.org/details/encyclopediaofse00lane.
- Newton, Michael (1999). Still at Large: A Casebook of 20th Century Serial Killers who Eluded Justice. Washington: Loompanics Unlimited. ISBN 978-1-559-50184-2.
- Newton, Michael (2009). The Encyclopedia of Unsolved Crimes. New York: Facts on File. ISBN 978-0-816-07818-9.
- Ramsland, Katherine; McGrain, Patrick N. (2009). Inside the Minds of Sexual Predators. Connecticut: Praeger Publishers. ISBN 978-0-313-37960-4.
- Schechter, Harold (1996). The A to Z Encyclopedia of Serial Killers. New York: Pocket Books. ISBN 978-1-476-67000-3.
- Schwarz, Ted (2004). The Hillside Strangler: The Three Faces of America's Most Savage Rapist and Murderer and the Shocking Revelations from the Sensational Los Angeles Trial. California: Quill Driver Books. Sid. 253–261. ISBN 978-1-884-95637-9.
- Thompson, Emily G. (2018). Unsolved Child Murders: Eighteen American Cases, 1956–1998. North Carolina: McFarland & Company Inc. ISBN 978-1-476-67000-3.
- Tubman, Donald A. (2018). Nightmare in Rochester: The Double-Initial Murders. United States: Amazon Kindle Direct Publishing. ISBN 978-1-790-16809-5.